# 錘尾凤蝶
锤尾凤蝶（学名：Losaria coon），一种分布于孟加拉国、印度东北部、中国华南地区及东南亚等地的的鳞翅目昆虫，隶属于凤蝶科锤尾凤蝶属。

## 形态特征
锤尾凤蝶成虫前翅背面底色为灰褐色，边缘颜色较暗，翅脉、中室内及脉间具有黑褐色条纹。后翅背面底色为黑色，中室端部有1个白斑，中室外方沿中室排有6个白斑；翅端部边缘有白色和红色的缘斑。尾突端部圆锤形，柄细。双翅反面与正面相似，但缘斑更明显。